# Dionysia odora
Dionysia odora là một loài thực vật có hoa trong họ Anh thảo. Loài này được Fenzl mô tả khoa học đầu tiên năm 1843.